# Pseudobarbus burchelli
Pseudobarbus burchelli es una especie de peces de la familia de los Cyprinidae en el orden de los Cypriniformes.

## Morfología
Los machos pueden llegar alcanzar los 13,5 cm de longitud total.

## Hábitat
Es un pez de agua dulce.

## Distribución geográfica
Se encuentra en el río Tradouw, en la cuenca del río Breede (Sudáfrica).